# Nothovernonia
 Nothovernonia H.Rob. & V.A.Funk, 2011 è un genere di piante angiosperme dicotiledoni della famiglia delle Asteraceae.

## Etimologia
Il nome del genere (Nothovernonia) significa “falsa Vernonia”. Il nome scientifico del genere è stato definito per la prima volta dai botanici contemporanei Harold Ernest Robinson (1932-2020)  e Vicki Ann Funk (1947-2019) nella pubblicazione " PhytoKeys" (PhytoKeys 3: 26 - 28) del 2011.

## Descrizione

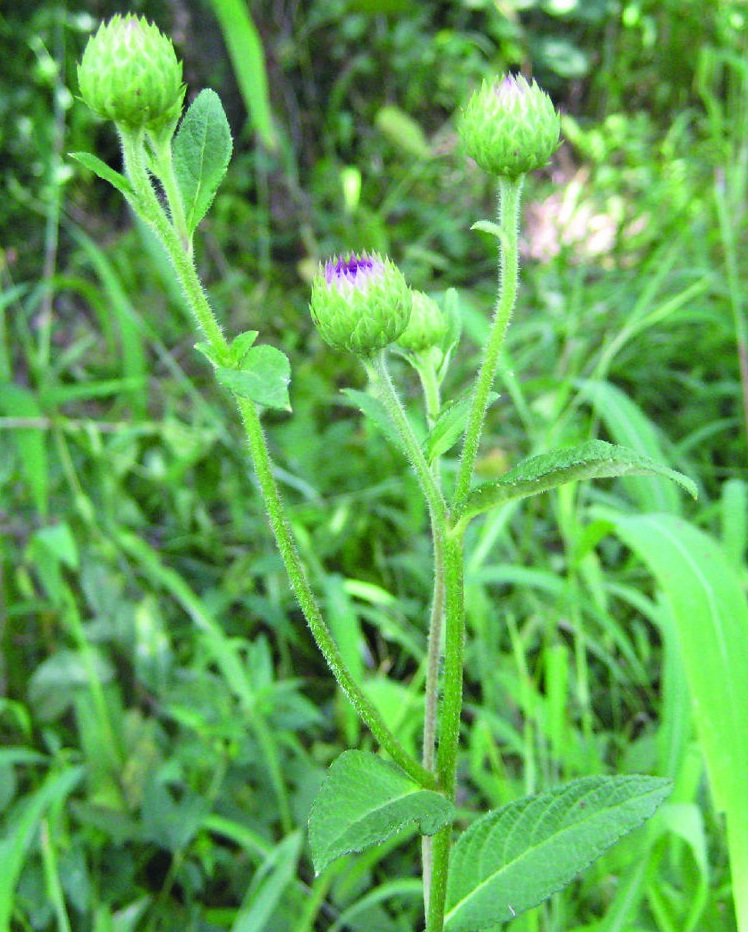
Il portamento
Nothovernonia purpurea

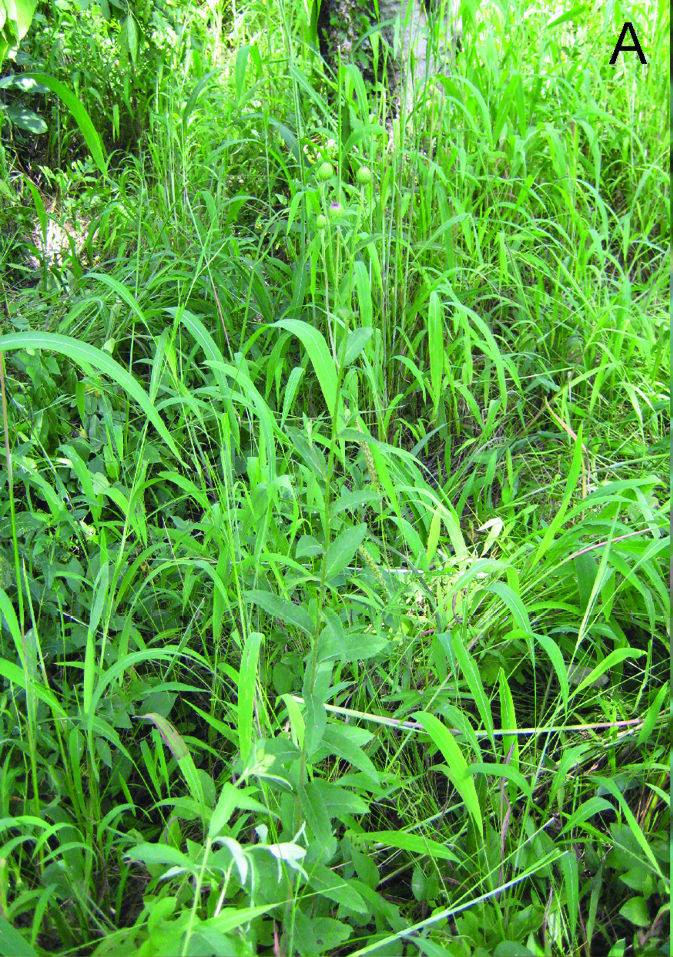
Le foglie
Nothovernonia purpurea

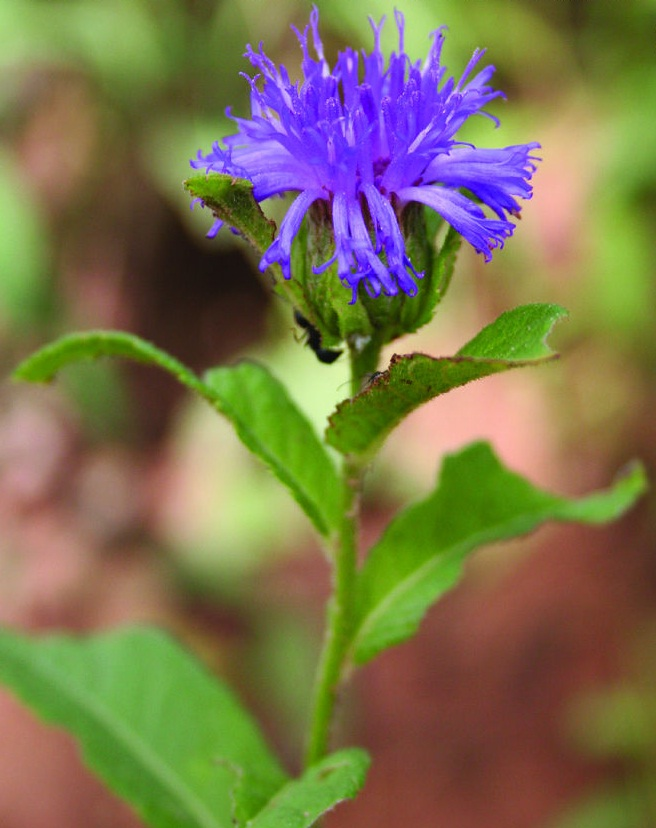
Infiorescenza
Nothovernonia purpurea

Le specie di questa voce sono erbacee perenni fino a 70 cm di altezza. I fusti sono eretti, ramificati con la superficie a coste. La pubescenza è formata da peli semplici. Gli organi interni di queste piante contengono lattoni sesquiterpenici.
In genere sono presenti sia foglie basali che cauline con picciolo di 0,2 – 2 mm. Le foglie lungo il caule normalmente sono a disposizione alternata. Quelle basali (se presenti) spesso formano delle rosette. La forma della lamina (semplice o segmentata) varia da oblunga a lanceolata. I bordi possono essere continui, dentati o spinosi. La superficie superiore è verde e scarsamente pelosa, quella inferiore è più scura e da grossolanamente a densamente pelosa; entrambe le facce presentano dei punti ghiandolari. Le venature in genere sono pennate. Le stipole sono assenti.
Le infiorescenze sono composte da capolini terminali o ascellanti raccolte in formazioni cimiformi. Alla base delle infiorescenze sono presenti delle brattee fogliari. I capolini, peduncolati, discoidi e di tipo omogamo, sono formati da un involucro persistente a forma emisferica composto da brattee (o squame) all'interno delle quali un ricettacolo fa da base ai fiori tubulosi. Le brattee, numerose, sono disposte in 5 serie in modo embricato e scalato ed hanno delle forme da ovate a oblunghe; i bordi sono dentati; il colore è più o meno verde con sfumature scure e una striscia mediana. Il ricettacolo, a forma piatta, è privo di pagliette o peli.
I fiori, da 30 a 65, sono tetra-ciclici (ossia sono presenti 4 verticilli: calice – corolla – androceo – gineceo) e pentameri (ogni verticillo ha 5 elementi). I fiori sono tubulosi (actinomorfi), ermafroditi (bisessuali) e fertili.
- Formula fiorale:

*/x K {\displaystyle \infty }, [C (5), A (5)], G 2 (infero), achenio
- Calice: i sepali del calice sono ridotti ad una coroncina di squame.
- Corolla: la corolla ha un profondo tubo con 5 lobi finali più lunghi del pappo (all'antesi); la superficie è ghiandolosa. Il colore è porpora.
- Androceo: gli stami sono 5 con filamenti liberi, glabri o papillosi e distinti. Le antere sono saldate in un manicotto (o tubo) circondante lo stilo ed hanno in genere hanno una forma sagittata con base caudata o smussata. Le appendici apicali delle antere, a forma triangolare, non sono ghiandolose e hanno un piccolo bordo sterile. Nell'endotecio sono presenti delle zone più spesse. Il polline normalmente è tricolporato, echinato a forma sferica o schiacciata ai poli.
- Gineceo: lo stilo è filiforme con due stigmi. La base dello stilo ha dei nodi sclerificati. Gli stigmi sono lunghi e divergenti; sono sottili, pelosi e con apice acuto; la superficie stigmatica è interna (vicino alla base). L'ovario è infero uniloculare formato da 2 carpelli. L'ovulo è unico e anatropo.

I frutti sono degli acheni con pappo. La forma dell'achenio in genere è subcilindrica con 8 - 10 coste e superficie pubescente per peli ispidi. Nell'achenio, privo di fitomelanina, sono presenti dei rafidi piccoli e stretti e diversi idioblasti. Il pericarpo può essere di tipo parenchimatico, altrimenti è indurito (lignificato) radialmente.  Il carpoforo (o carpopodium - il ricettacolo alla base del gineceo) è anulare. I pappi, formati da due serie di setole (capillari quelle interne; lanceolate più corte quelle esterne), sono direttamente inseriti nel pericarpo o connati in un anello parenchimatico posto sulla parte apicale dell'achenio.

## Biologia
- Impollinazione: l'impollinazione avviene tramite insetti (impollinazione entomogama tramite farfalle diurne e notturne).
- Riproduzione: la fecondazione avviene fondamentalmente tramite l'impollinazione dei fiori (vedi sopra).
- Dispersione: i semi (gli acheni) cadendo a terra sono successivamente dispersi soprattutto da insetti tipo formiche (disseminazione mirmecoria). In questo tipo di piante può avvenire anche un altro tipo di dispersione: zoocoria. Infatti gli uncini (se presenti) delle brattee dell'involucro si agganciano ai peli degli animali di passaggio disperdendo così anche su lunghe distanze i semi della pianta.

## Distribuzione e habitat
Le specie di questo gruppo si trovano nell'Africa centrale e nella Penisola Arabica.

## Tassonomia
La famiglia di appartenenza di questa voce (Asteraceae o Compositae, nomen conservandum) probabilmente originaria del Sud America, è la più numerosa del mondo vegetale, comprende oltre 23.000 specie distribuite su 1.535 generi, oppure 22.750 specie e 1.530 generi secondo altre fonti (una delle checklist più aggiornata elenca fino a 1.679 generi). La famiglia attualmente (2021) è divisa in 16 sottofamiglie.

### Filogenesi
Le specie di questo gruppo appartengono alla sottotribù Centrapalinae H. Rob, descritta all'interno della tribù Vernonieae Cass. della sottofamiglia Vernonioideae Lindl.. Questa classificazione è stata ottenuta ultimamente con le analisi del DNA delle varie specie del gruppo. Dagli ultimi studi filogenetici sul DNA la tribù Vernonieae è risultata divisa in due grandi cladi: Muovo Mondo e Vecchio Mondo. Centrapalinae occupa una posizione centrale e appartiene al clade del Vecchio Mondo; in particolare è inclusa nel subclade africano più vicino alle specie tropicali americane.
La sottotribù, e quindi i suoi generi, si distingue per i seguenti caratteri:
- il portamento delle specie di questo gruppo è erbaceo perenne o subarbustivo;
- la pubescenza degli steli è fatta di peli semplici o irregolarmente da peli a forma di "T";
- le appendici delle antere talvolta hanno delle pareti cellulari ispessite;
- gli acheni possono avere fino a 10 coste;

In precedenza la tribù Vernonieae, e quindi la sottotribù di questo genere, era descritta all'interno della sottofamiglia Cichorioideae. Le specie di Nothovernonia in precedenza erano descritte nel genere Vernonia.
I caratteri distintivi per questo genere sono i seguenti:
- le infiorescenze sono cimiformi con capolini peduncolati;
- alla base sono presenti delle brattee fogliacee;
- le brattee involucrali sono apiculate con margini laterali scariosi;
- la corolla è appuntita con lobi fortemente spinosi;
- il polline è sublophato e tricolporato.

Il numero cromosomico delle specie di questo genere è: 2n = 18.

### Elenco delle specie
Questo genere ha 2 specie:
- Nothovernonia amblyolepis (Baker) H.Rob. & V.A.Funk
- Nothovernonia purpurea  (Sch.Bip. ex Walp.) H.Rob. & V.A.Funk